# Hertigdömet Limburg (1839–1867)
Hertigdömet Limburg (nederländska: Hertogdom Limburg, tyska: Herzogtum Limburg) skapades ur östra delen av Provinsen Limburg, som ett resultat av fördraget i London 1839. De jure var hertigdömet Lumburg dels i personalunion med  Nederländerna, men samtidigt även en nederländsk provins. Fram till 23 augusti 1866 var man också medlem av Tyska förbundet.
Städerna Maastricht och Venlo ingick dock inte i Tyska förbundet. I andra fördraget i London 1867 fastställdes att Limburg var en integrerad del av Nederländerna och hertigdömet förlorade sin särställning.

### Fotnoter
1. ↑  ”Netherlands” (på engelska). World Statesmen. http://www.worldstatesmen.org/Netherlands.htm. Läst 11 maj 2014.
2. ↑  (tyska) Limburg (1839-1865)